# Liste der Monuments historiques in Eecke
Die Liste der Monuments historiques in Eecke führt die Monuments historiques in der französischen Gemeinde Eecke auf.

## Liste der Bauwerke
| Bezeichnung | Beschreibung                                      | Standort | Kennzeichnung | Schutzstatus | Datum | Bild           |
| ----------- | ------------------------------------------------- | -------- | ------------- | ------------ | ----- | -------------- |
| Glockenturm | Erbaut in der zweiten Hälfte des 17. Jahrhunderts | (Lage)   | PA00107509    | Inscrit      | 1989  | weitere Bilder |

## Liste der Objekte

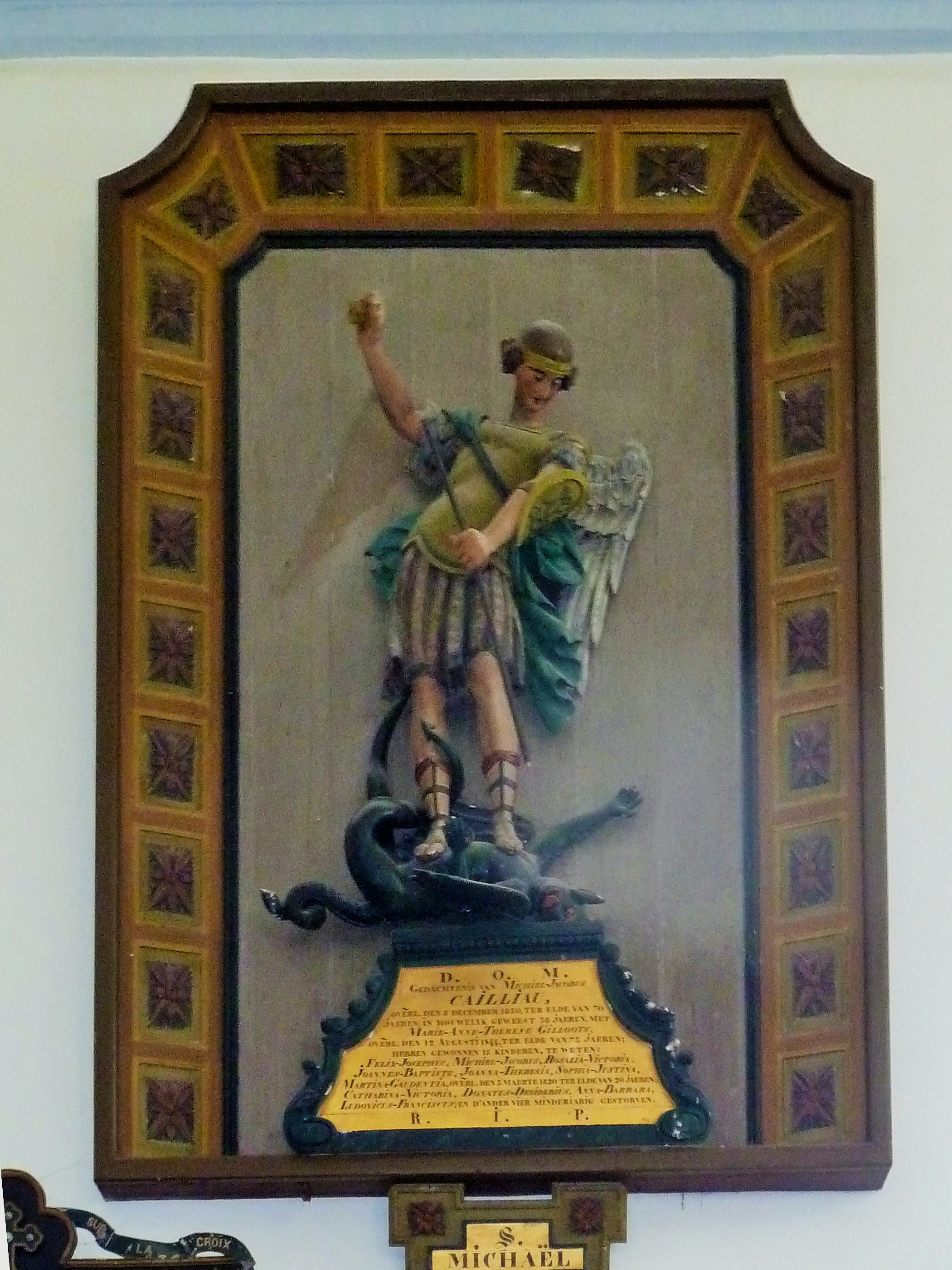
Skulptur Der Erzengel Michael besiegt den Drachen (Ende des 18. Jahrhunderts) in der Kirche St-Wulmar

- Monuments historiques (Objekte) in Eecke in der Base Palissy des französischen Kultusministeriums